# プローブカード
プローブカード (probe card) とは、半導体集積回路（LSI）の製造工程における、半導体試験装置で使用される接続治具（探針）である。
ウェーハ上に多数個のLSIの形成が完成した段階でウェーハを個々のLSIチップに切り離す前に全数行う機能テストウェーハ検査に用いられ、主検査装置であるLSIテスタと被検査LSIチップとを電気的につなぐ目的で用いる。
特許や学術の分野では「探針付き基板」等と訳されることもあるが、現在では「プローブカード」が一般名称となっている。

## 概要
ウェーハ検査は、製造上の不良を含む可能性を持つLSIチップを、最終製品であるLSIのパッケージに組み立ててからテストを行い不良品を排除したのでは、捨てるパッケージのコスト分が全て無駄となるため、パッケージ組み立て前にあらかじめ不良LSIチップを排除しておく目的で実施されている。
円形のシリコン基板上（ウェーハ：化合物半導体等シリコンではない材料が用いられる場合も有る。）にはウェーハのサイズや半導体集積回路の回路規模にも依るが、普通数百～数千個のLSIチップが形成（ウェーハプロセス）される。
これを全数テストするウェーハ検査工程は量産工場では自動化されており、そのテスト装置（テストセル）は以下の様な構成から成り、プローブカードはその一部である。

### LSIテスタ
ウェーハ検査工程のテスト装置における主検査装置で、プログラミングに依りLSIチップをテストするための電気的信号（テストパターン）を任意に作り出してLSIチップに印加し、LSIチップからの出力応答を受けて良品の場合の期待値と比較判断し、良否判定やクラス分けを行う機能を持つ測定装置。
一台で全ての検査が可能な物は無く、被検査LSIの種類に応じた検査を行うためにメモリテスタ、ロジックテスタ、ミクスドシグナルテスタ、リニアテスタ、SoCテスタ、液晶ドライバ用テスタなどのジャンル別に製品が分かれている。

### ウェーハプローバ
LSIチップが多数個形成されたウェーハとLSIテスタとをプローブカードを介して電気的機械的にドッキングするための位置決めハンドリング装置。
ウェーハプローバ内部に固定保持され、LSIテスタの信号接続機構（テストヘッド）とドッキング接続されたプローブカードのプローブ（探針）先端に対し、試料台（ウェーハチャック）に乗せ吸着固定したウェーハを搬送し、LSIチップに設けられている電気信号の接続電極（ボンドパッド）をプローブ探針先端位置と合致する様に正確に位置決めしてウェーハを押し当て（コンタクト, タッチダウン）、LSIテスタにテストさせる。これをタッチダウン位置をずらしながらステップ移動し、順次繰り返す事でウェーハ上に形成された多数個のLSIチップを全数検査する。
ウェーハはカセットやフープ( FOUP )と呼ばれる容器に10～25枚単位で収められており、量産工場では全自動でウェーハをハンドリングする装置が用いられている。

### プローブカード
LSIテスタの信号接続機構部（テストヘッド）の接続端子にはスプリングコンタクトピンや高密度コネクタが用いられ、その配置密度はプリント配線基板のデザインルールに依存する1/10ミリメートル～ミリメートルレベルの単位である。 一方、LSIチップの端子電極（ボンドパッド）の配置ピッチは数十～数百マイクロメートルレベルと非常に微細である。　プローブカードはこの両者の間を仲介して接続密度を変換し、高い接続信頼性ならびに電気信号を忠実に伝える性能や機能を求められる検査治具である。
LSIテスタのテストヘッドはメーカや品種に依り扱う信号数やその接続端子配置デザインは異なる。またLSIチップもメーカや品種に依り端子電極の数や配置が個々に異なっている。この様なことからデザインされるLSIチップ毎に、またそれを検査するLSIテスタ品種毎に個別の専用プローブカードが必要となる。

## 機構
プローブカードの外観の多くは円形(長方形など他の形もある)のプリント配線基板が母体で、その上面側周辺部にLSIテスタのテストヘッドとの接続端子、下面側中央部にLSIチップのボンドパッドに接触するためのプローブ針が取り付けられている。
プローブ針はLSIの微細化と共にその端子のサイズや間隔は縮小（2000年代で最小30～50μm、2010年には15～25μm）、端子数は増加する傾向があり、初期のプローブカードのプローブ針は、数個～百本程度であったが、2000年頃には～千本、多いもので5,000本以上、それが2010年には15,000本もの針を備える様になった。これは狭ピッチ化は液晶ドライバチップの小型化要求が、多ピン化は汎用メモリデバイスの同時測定（Multi-Die test | Simal test）要求がもたらした技術進化である。

## プローブカードの主要メーカー
プローブカードのメーカーは全世界で40社以上存在すると言われているが、米国の市場調査会社 VLSI Research Inc.によると、2011年のプローブカード市場規模はワールドワイドでおよそ$1.17Bで、主要なメーカー上位5社の売り上げは下表の様になっている。
| （株）日本マイクロニクス | 日本     | $242M |
| FormFactor, Inc.         | 米国     | $162M |
| 日本電子材料（株）       | 日本     | $130M |
| MicroProbe, Inc.         | 米国     | $84M  |
| TECHNOPROBE              | イタリア | $67M  |

これに依ると2011年では日本の日本マイクロニクスが、それまで10年間首位だった米国のFormFactor, Inc.を大きく抜いてトップベンダーとなった。また上位3社で業界全体の5割近くの売り上げを占めている事になる。
これら上位3社は何れもアドバンスト型プローブカードを主製品としているメーカーで、メモリLSIやSoCのテストに用いられる多ピンプローブカードの分野で高いシェアを持っている。